# SHINING☆STAR
「SHINING☆STAR」（シャイニング・スター）は、9nineの6枚目のシングル。2011年3月9日にSME Recordsから発売された。

## 概要
2011年第1弾シングル。前作「Cross Over」に続き、表題曲はテレビアニメ『STAR DRIVER 輝きのタクト』後期オープニングテーマ。「通常盤」のほか、ミュージック・ビデオなどを収録したDVDと2枚組の「初回生産限定盤」、『STAR DRIVER 輝きのタクト』とのコラボジャケットが描かれた「期間限定生産盤」の3形態で発売された。

## 収録曲
1. 「SHINING☆STAR」 – 3:37
作詞・作曲：網本ナオノブ / 編曲：大西省吾
2. 「困惑コンフューズ」 – 5:05
作詞：chammy / 作曲：Kaji / 編曲：前馬宏充
3. 「Cute」 – 3:36
作詞：Mary Tan / 作曲・編曲：古川貴浩

DVD（初回生産限定盤のみ）
1. 「SHINING☆STAR（Music Video）」
  - 監督：UGICHIN / 振付：Ruu
2. 「SHINING☆STAR（Making Video）」

## タイアップ
| 曲名         | タイアップ |
| ------------ | --- |
| SHINING☆STAR | テレビアニメ『STAR DRIVER 輝きのタクト』後期オープニングテーマ 情報バラエティ『くらべるくらべらー』2011年2・3月エンディング曲 |